# レインボーフィッシュ
レインボーフィッシュ（Rainbowfish）は、トウゴロウイワシ目のメラノタエニア科、およびその近縁の科に分類される魚の総称。海産、汽水産、淡水産の魚がいる。多彩な外見のため、熱帯魚として人気がある。オーストラリア大陸やニューギニア島などオセアニアの島々およびインドネシア、マダガスカル島に分布し、50種程度が知られる。

## 概要
レインボーフィッシュの起源は約2億年前にあるとされ、淡水魚が主要な進化を遂げたローラシア大陸およびゴンドワナ大陸から分離していた（つまり淡水魚が存在しなかった）地域に海水魚が進入し、これらが長い年月を経て次第に淡水に適応していったものと考えられている。
分類群は、トウゴロウイワシ目のメラノタエニア科、プセウドムギル科、テルマテリナ科、ベドティア科などいくつかの科にまたがる。
中心となるメラノタエニア科は最大でも12cm程度の中・小型魚で、体形は日本のタナゴのようで平べったく、体色はメタリックな虹色の光沢を持つ美麗種が多い。
雄雌で外見に差の出る性的二形が見られ、いずれも雄の方が体色が鮮やかでひれが長く伸びる傾向がある。
このほかの科も形態または性質が似ており、一括して「レインボーフィッシュ」として扱われている。
飼育は比較的容易な種が多い。もともと海水起源の魚であるため、純淡水性の種でも中性～弱アルカリ性の硬水を好むものが多いが、生息環境によっては弱酸性～中性の範囲を好む種もいる。
日本では水道水のpH・硬度ともにあまり高くないためか、後者のように弱酸性に適応できる種の流通が多い傾向にある。一方で、書籍などでは汽水魚と同じ章で紹介される事が多く、全ての種が汽水魚であるという誤解も少なくない。

## おもな種類

### メラノタエニア科 Melanotaeniidae
メラノタエニア科 Melanotaeniidaeは、レインボーフィッシュ科ともいう。オーストラリア大陸、ニューギニア島および周辺の島々に50種ほどが分布する。

#### メラノタエニア属 Melanotaenia

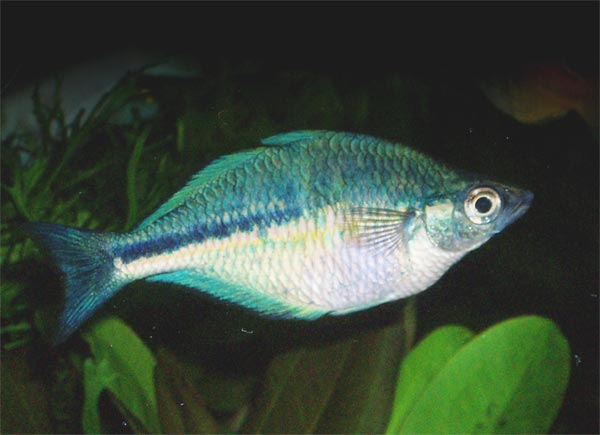
ブルー・レインボー

- オーストラリアン・レインボー Melanotaenia nigrans

英名 Black-banded rainbowfish、または Dark Australian rainbowfish。全長10cmほど。オーストラリアに分布し、熱帯雨林の淡水域か汽水域に生息する。

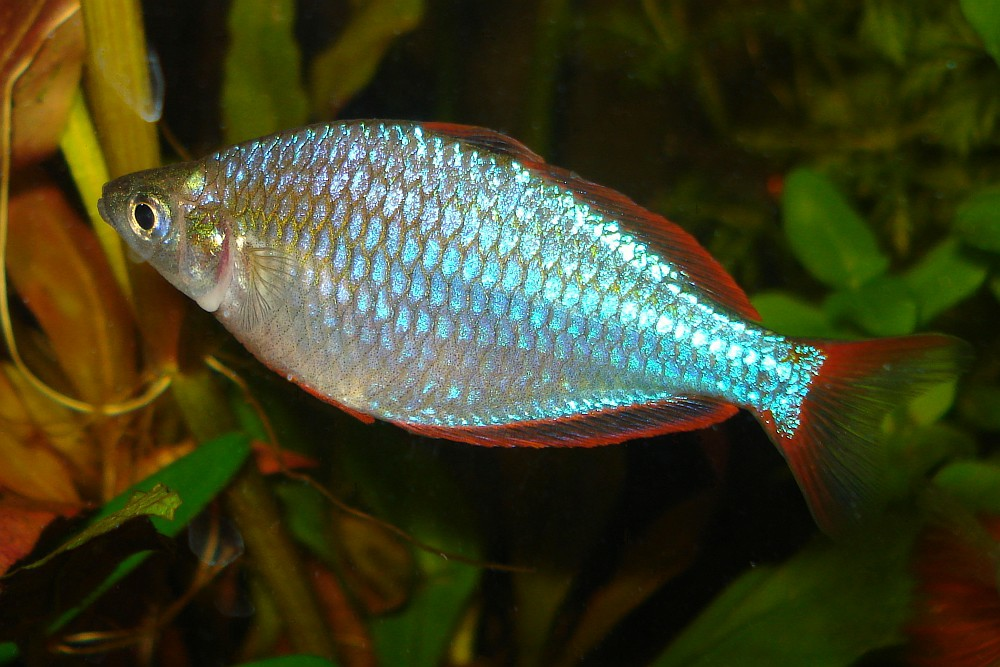
ネオンドワーフ・レインボー

- ネオンドワーフ・レインボー Melanotaenia praecox

英名 Dwarf rainbowfish。全長5cmほど。ニューギニア島西部（インドネシア・イリアンジャヤ州）のマンベラーモ川に生息。体は平たくて体高が高い。青系統の光沢が強く、背ビレ、尻ビレ、尾ビレなどには赤色が出る。比較的最近になって発見されたレインボーフィッシュであるが、小型でコミュニティタンクに向くことからアクアリウムでは最もポピュラーなレインボーフィッシュとなっている。

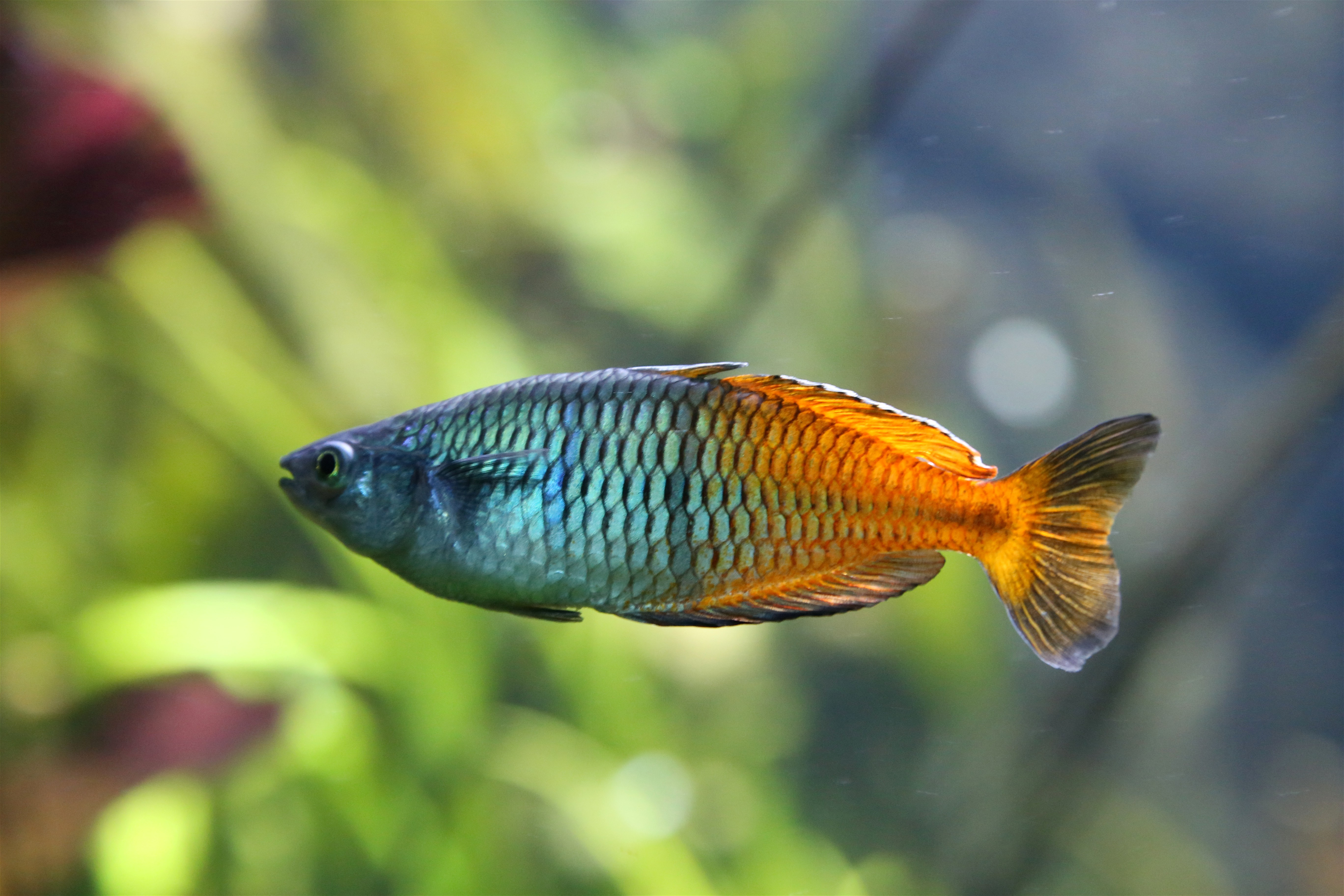
ハーフオレンジ・レインボー

- ハーフオレンジ・レインボー Melanotaenia boesemani

英名 Boeseman's rainbowfish。全長9cmほどになる。ニューギニア島西部のドベライ半島のいくつかの湖だけに生息。体の前半に青い光沢、後半にオレンジ色の光沢がある。
- ブルー・レインボー Melanotaenia lacustris

英名 Lake Kutubu rainbowfish。全長10cmほど。ニューギニア島クツブ湖とその流域（パプアニューギニア南部ハイランド州）にのみ生息する。青系統の虹光沢がある。
- メラノタエニア・ピクタ Melanotaenia picta

英名 Painted rainbowfish。全長8cmほど。コブロオル島に生息する。七色の虹光沢が強く出て非常に派手になる。

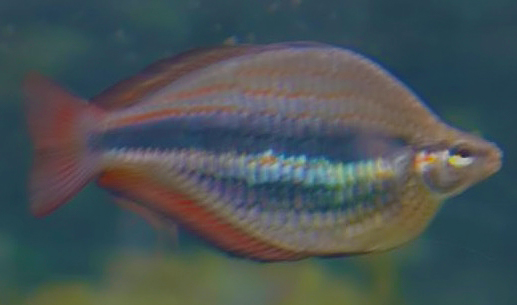
メラノタエニア・トリファスキアータ

- メラノタエニア・トリファスキアータ Melanotaenia trifasciata

英名 Banded rainbowfish。全長10cmほど。北オーストラリアに生息する。全体的に派手な色味で紫のボディに中央が青系統の虹光沢の線が入り、その周辺に緑、オレンジ、黄色、赤色の細いバンドがあり背ビレ、尻ビレ、尾ビレなどには赤色が出る。
- メラノタエニア・カマカ Melanotaenia kamaka

英名 Kamaka rainbowfish。全長7cmほど。ニューギニア島南西部に生息する。青系統の光沢がある。

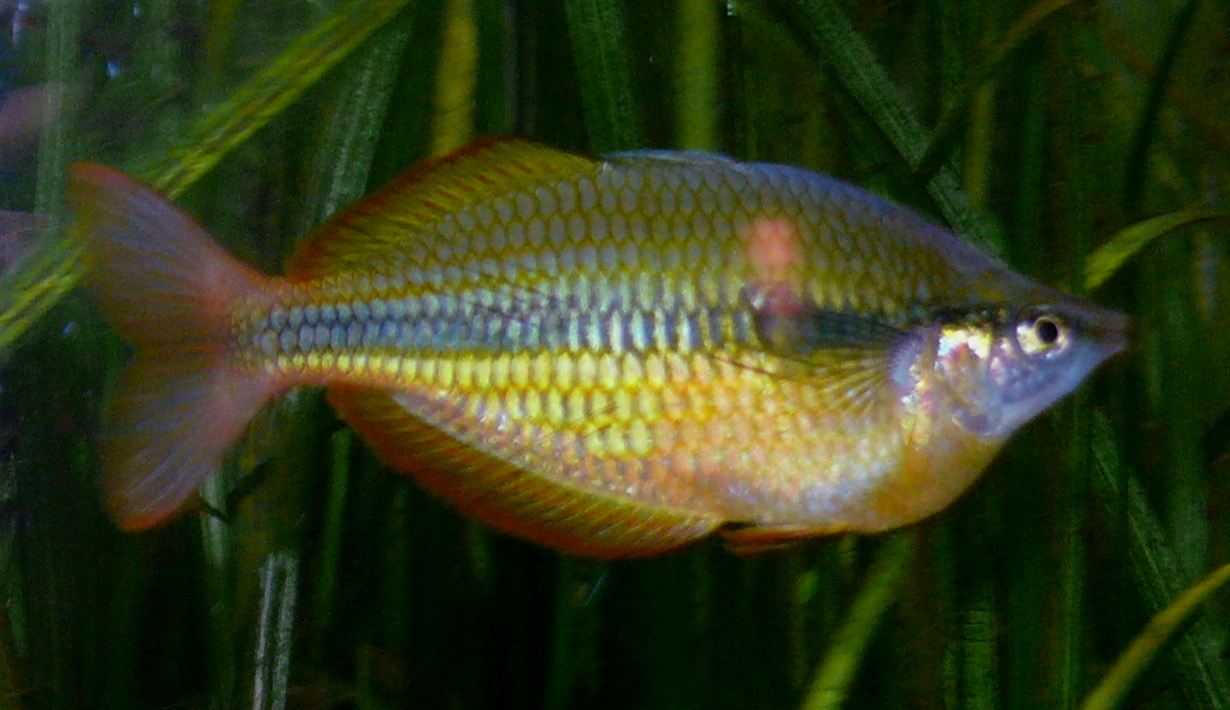
メラノタエニア・ハーバードアクセルロディ

- メラノタエニア・ハーバードアクセルロディ Melanotaenia herbertaxelrodi

英名 Lake Tebera rainbowfish。全長9cmほど。パプアニューギニア島テベラ湖に生息する。体の中央に線が入り、黄色や緑系統の光沢が強く、背ビレ、尻ビレ、尾ビレなどには赤色やオレンジが出る。

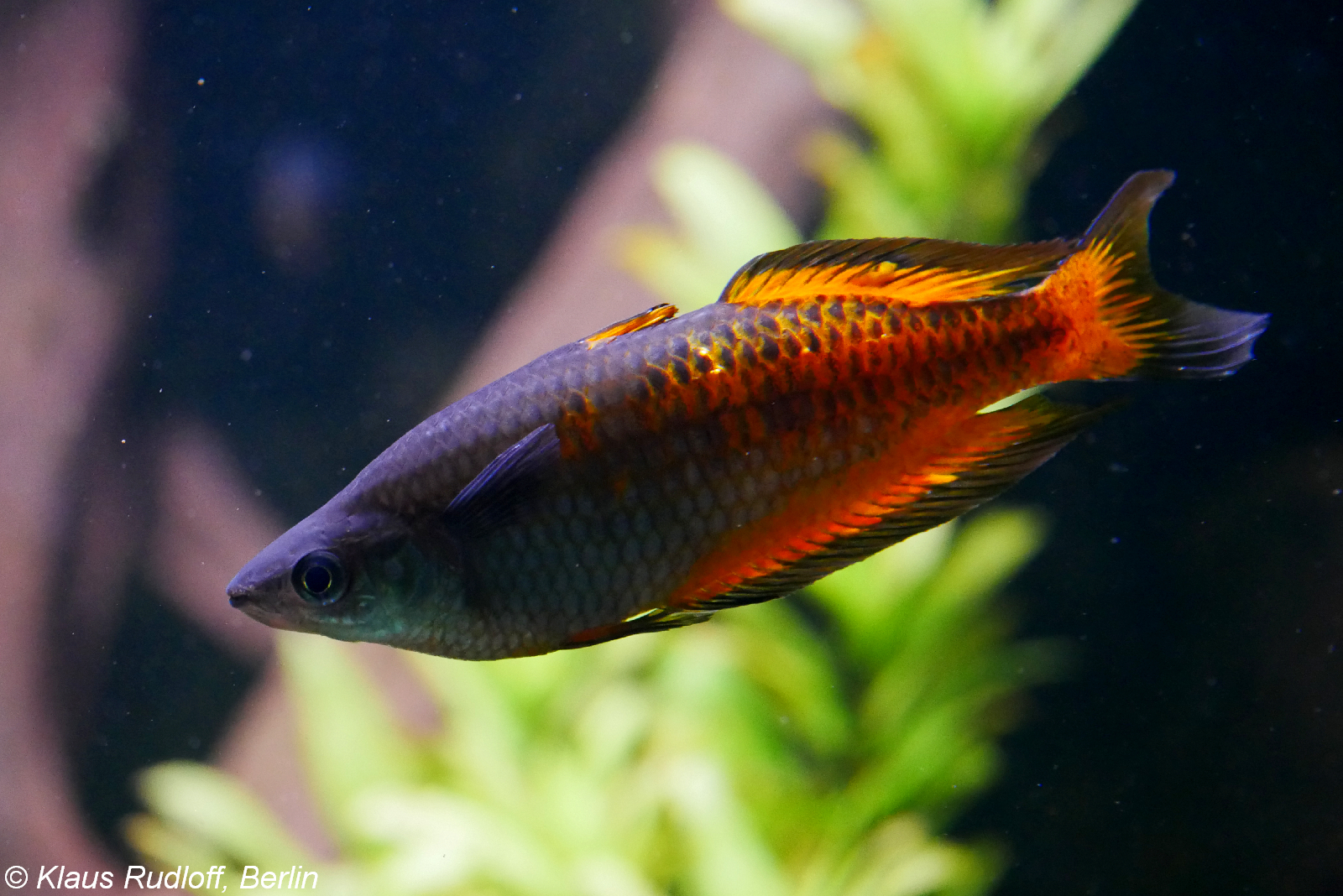
メラノタエニア・パーキンソニー

- メラノタエニア・パーキンソニー Melanotaenia parkinsoni

英名 orange rainbowfish。全長10cmほど。ニューギニア島に生息する。体の前半に紫の光沢、後半にオレンジ色の光沢がある。

#### キラテリナ(チラテリナ)属 Chilatherina
- キラテリナ・ブレヘリー Chilatherina bleheri

英名 Bleher's rainbowfish。全長12cmほど。ニューギニア島センタニ湖（インドネシア イリアンジャヤ州）などに生息。体色は淡い青、緑の光沢で、背ビレ、尻ビレ、尾ビレなどには朱色が出る。
- キラテリナ・センタニエンシス Chilatherina sentaniensis

英名 Sentani rainbowfish。全長10cmほど。ニューギニア島センタニ湖（インドネシア イリアンジャヤ州）などに生息。グロッソレピス属の仲間のように赤系統に染まる。

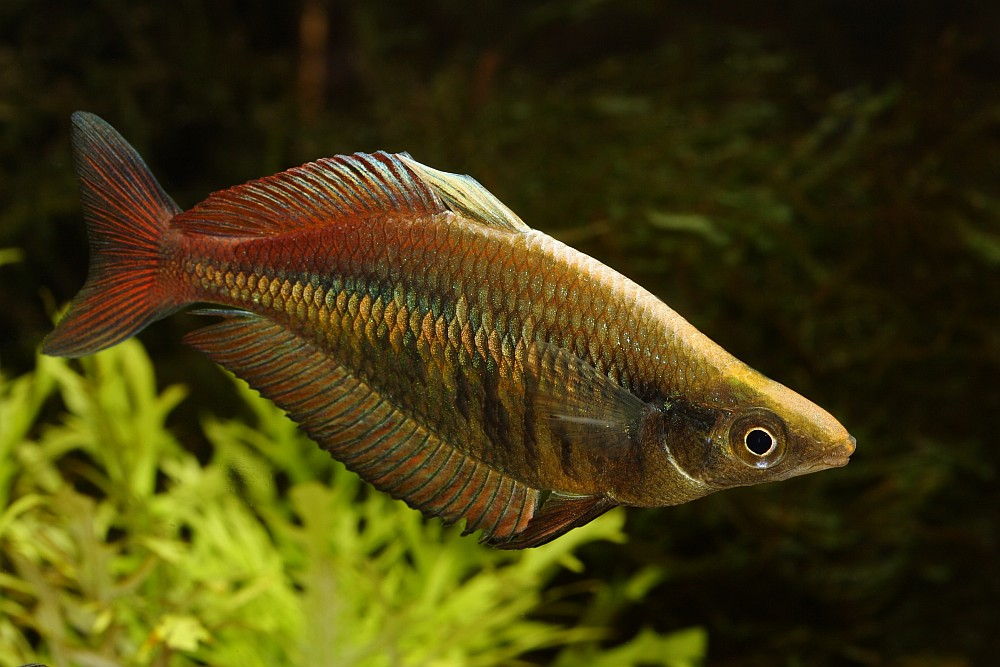
キラテリナ・ファスキアータ

- キラテリナ・ファスキアータ Chilatherina fasciata

紫とオレンジの体色が出る。
- キラテリナ・アレニー Chilatherina alleni

英名 Allen's rainbowfish。全長10cmほど。インドネシア イリアンジャヤ州に生息。七色の虹光沢が出て派手になる。

#### グロッソレピス属 Glossolepis

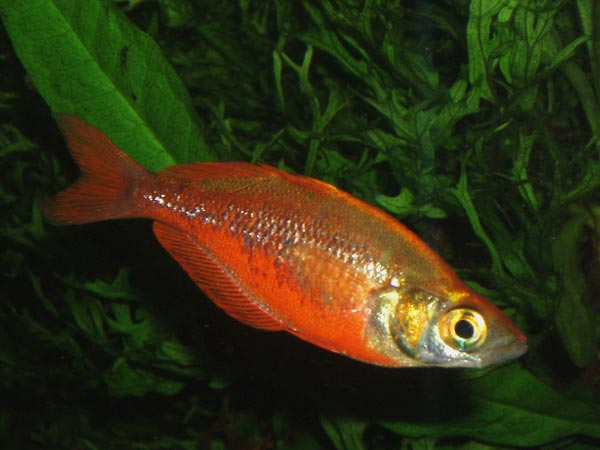
コームスケール・レインボー

- コームスケール・レインボー Glossolepis incisus

英名 Red rainbowfish。全長12cmほど。ニューギニア島センタニ湖（インドネシア イリアンジャヤ州）などに生息。体高が高く、体色は赤い。

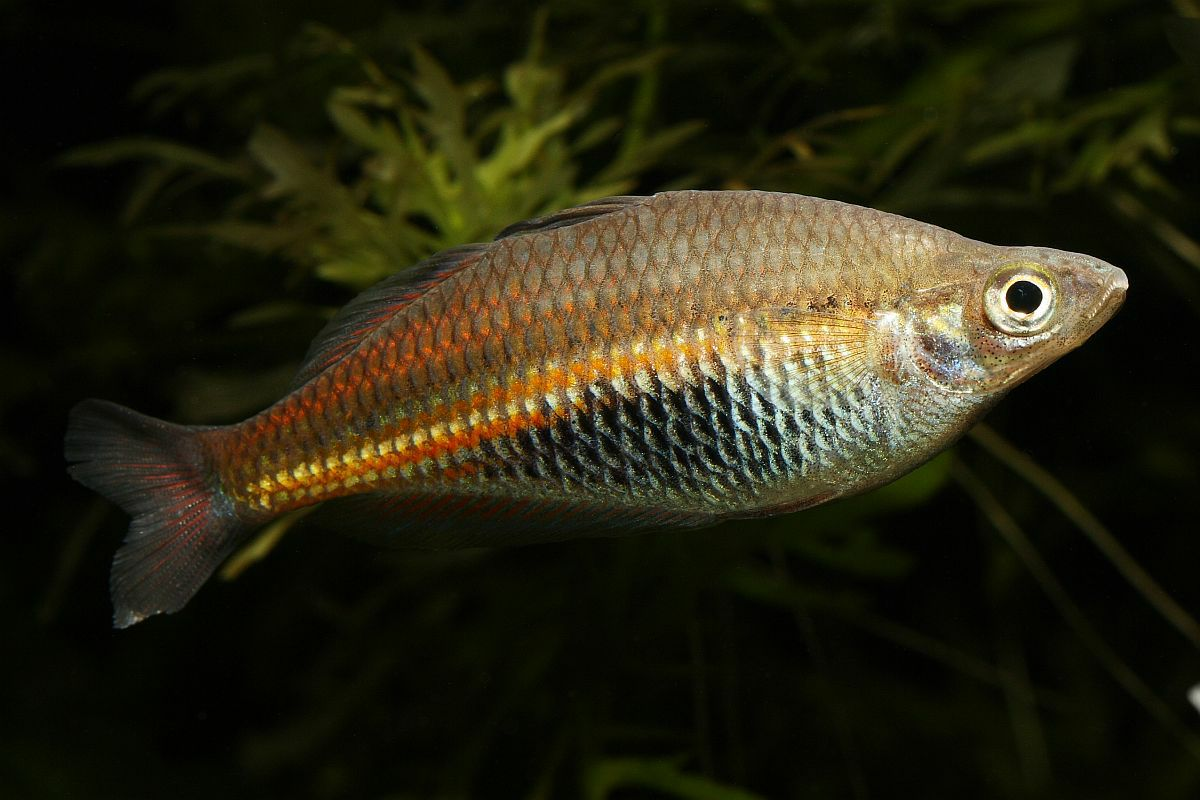
グロッソレピス・ラムエンシス

- グロッソレピス・ラムエンシス Glossolepis ramuensis

英名 Ramu rainbowfish。全長8cmほど。パプアニューギニアマダン州に生息。淡い青系の光沢とオレンジ色の光沢がある。

#### イリアテリナ属 Iriatherina

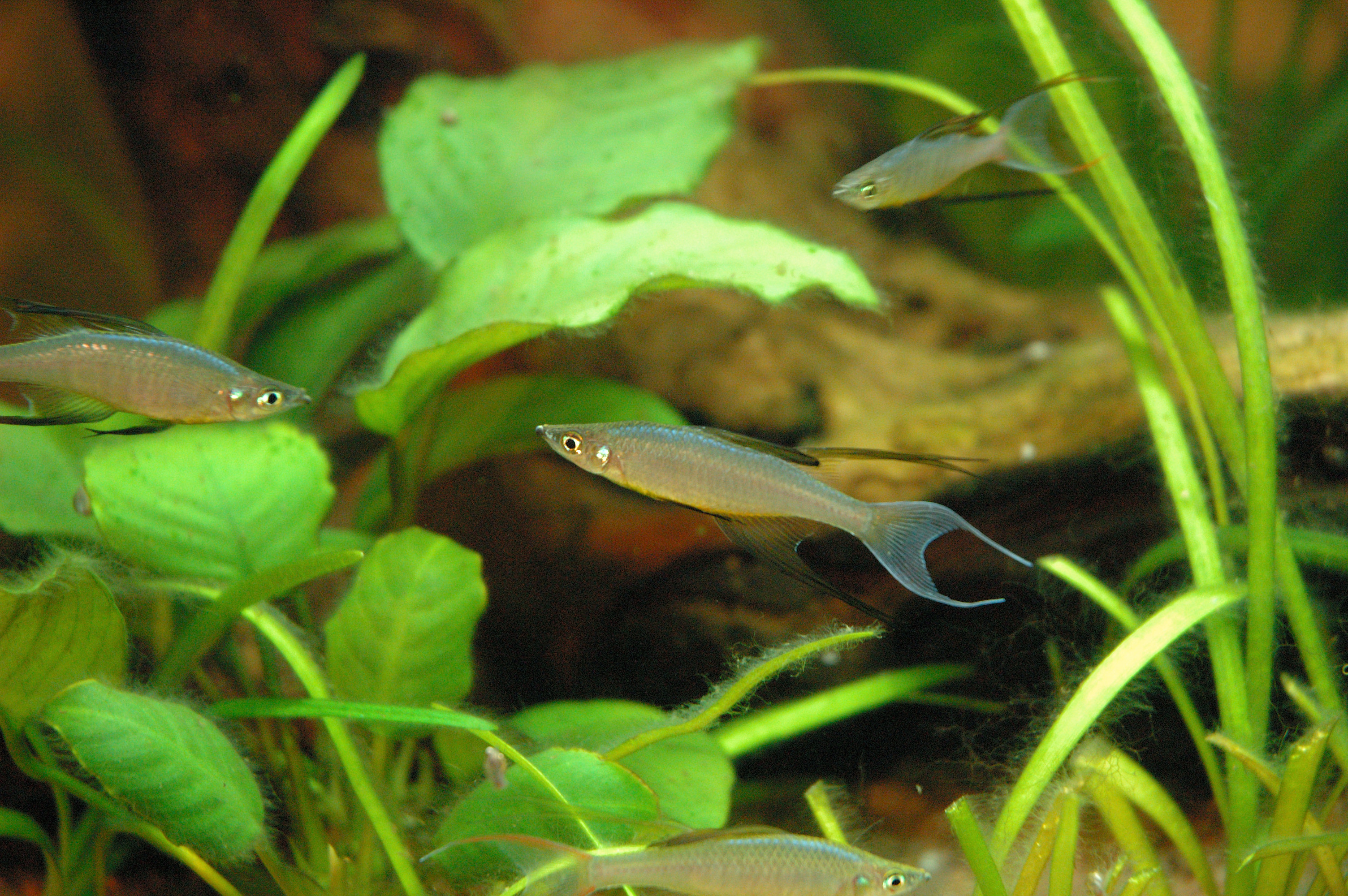
ニューギニアレインボー

- ニューギニア・レインボー Iriatherina werneri

英名 Threadfin rainbowfish。全長3.5cmほど。ニューギニア島中南部、オーストラリアに分布。低地の沼地や小川などで、植物の生い茂ったところに生息。細長い体をしており、雄の背ビレと尻ビレが長く伸びる。

#### ラディノケントルス属 Rhadinocentrus

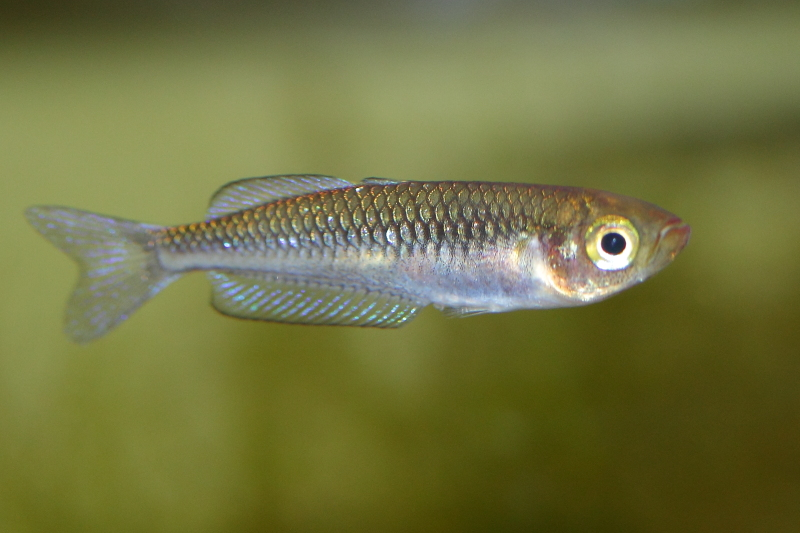
ダイヤモンド・レインボー

- ダイヤモンド・レインボー Rhadinocentrus ornatus

英名 Ornate rainbowfish。学名をカナ読みしたラディノケントルス・オルナトゥスで呼ばれる事もある。全長5cmほど。オーストラリア東部に分布。名前の由来は黒い縁取りのある鱗の光沢をダイヤモンドのブリリアントカットになぞらえたもの。青みがかったタイプや赤みがかったタイプなど、いくつかの変異が存在する。

### プセウドムギル（シュードムギル）科 Pseudomugilidae
プセウドムギル科 Pseudomugilidaeは、3属で計20種弱の淡水および汽水魚からなる。細身の体型で一見すると日本のメダカのような外見をしているが、メラノタエニア科に近縁。欧米では本科の特徴である目の青い光沢から、本科を総称してブルーアイ（Blue-eye）と呼ぶ。ニューギニア島とその周辺の島々、オーストラリア大陸に分布する。3cmから5cm程度のレインボーフィッシュとしては小型のものが多い。

#### キウンガ属Kiunga
キウンガ属 Kiungaは、2種からなる。

#### プセウドムギル属Pseudomugil
プセウドムギル属 Pseudomugilは、16種からなる。日本においては、他属のレインボーフィッシュでは特徴や生息地から付けられた○○・レインボーという呼称が多く見受けられるのに対し、本属の魚は学名をカナ読みした名前が多く用いられる傾向にある。

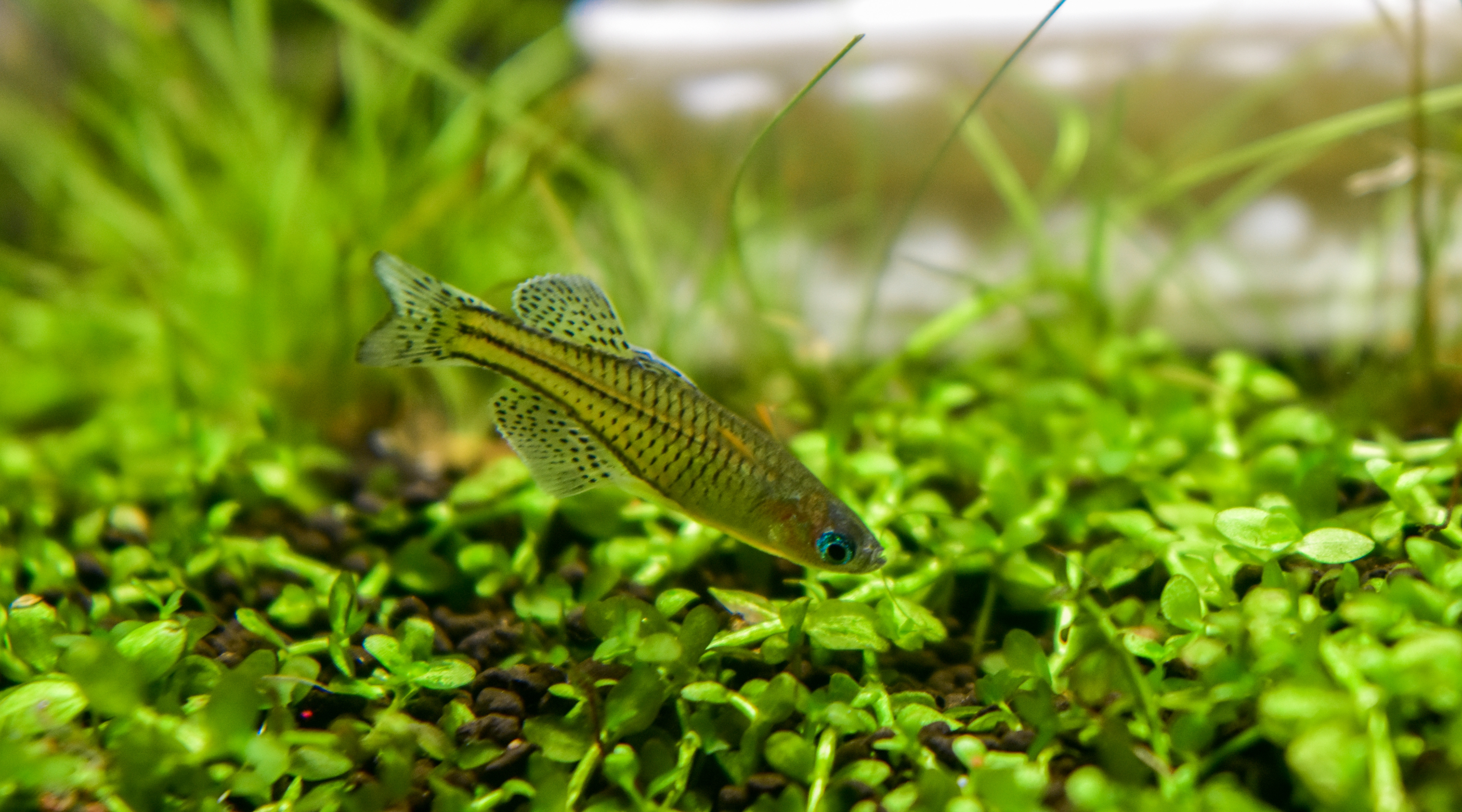
一般的なバタフライ・レインボー

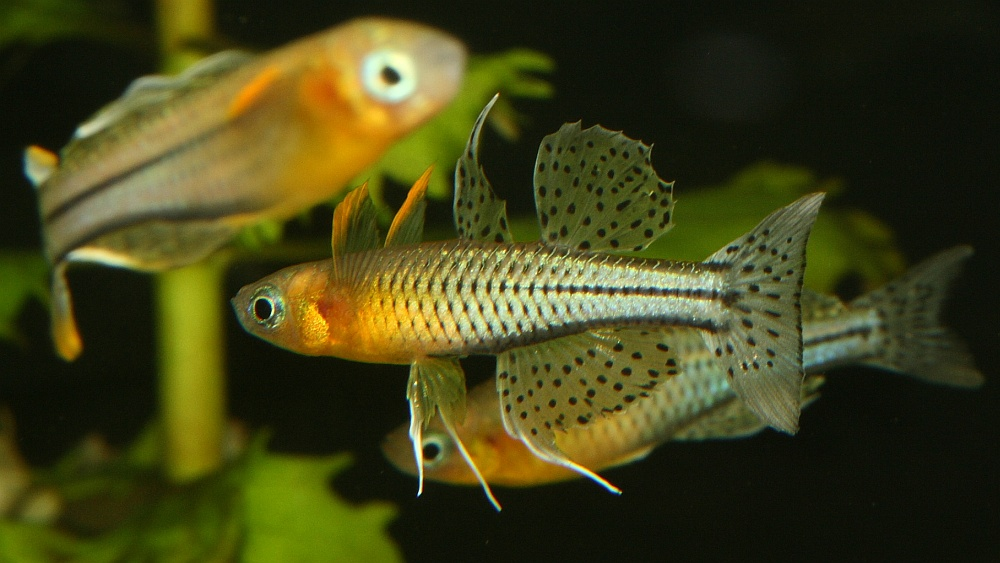
アルー諸島産の地域変異「アルーII」

- バタフライ・レインボー Pseudomugil gertrudae

英名 Spotted blue-eye。全長3cmほど、オーストラリア北部、ニューギニア島、アルー諸島などに分布し、熱帯雨林の小川や沼地などに生息する。縁の黒い鱗が全身に斑点のような模様を形作り、雄の背びれと尻びれは扇のように発達する。バタフライという名はやや上向きに付いた胸びれをはばたかせるように泳ぐことに由来し、同属のレインボーフィッシュに共通する特徴となっている。体色が黄緑色の個体が養殖によって多く流通するが、アルー諸島に生息する「アルーIV」と呼ばれる青白い個体も稀に見られる。なおアルーIVとはアルー諸島内の採集地によるコードネームであり、日本での流通は聞かれないがアルーI～IIIも発見されている。

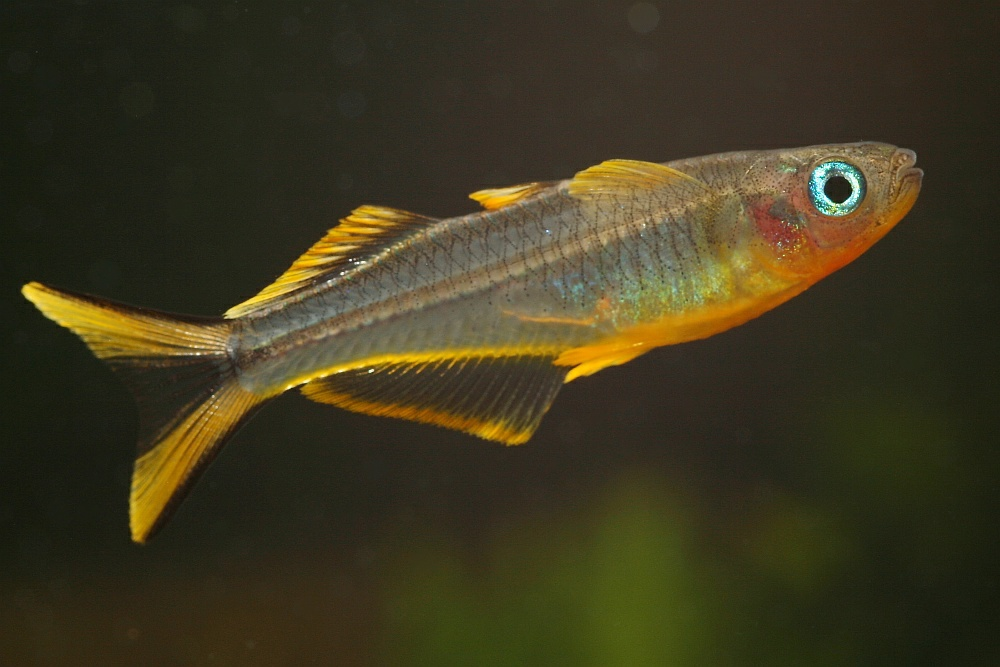
ポポンデッタ・フルカタ

- ポポンデッタ・フルカタ Pseudomugil furcatus

英名 Forktail rainbowfish 。全長5cmほど。ニューギニア島東部の低地の一部にのみ生息する。細長い体で背ビレ、尻ビレ、尾ビレが黄色く発色する。ポポンデッタ (Popondetta) とはかつての属名で、Pseudomugil 属に統合された。似た種にポポンデッタ・コニエと呼ばれるPseudomugil connieaeがいるが、尾びれの上下の縁が黒くなるフルカタに対し、コニエは尾びれの中央部分が黒くなることから見分けることが出来る。

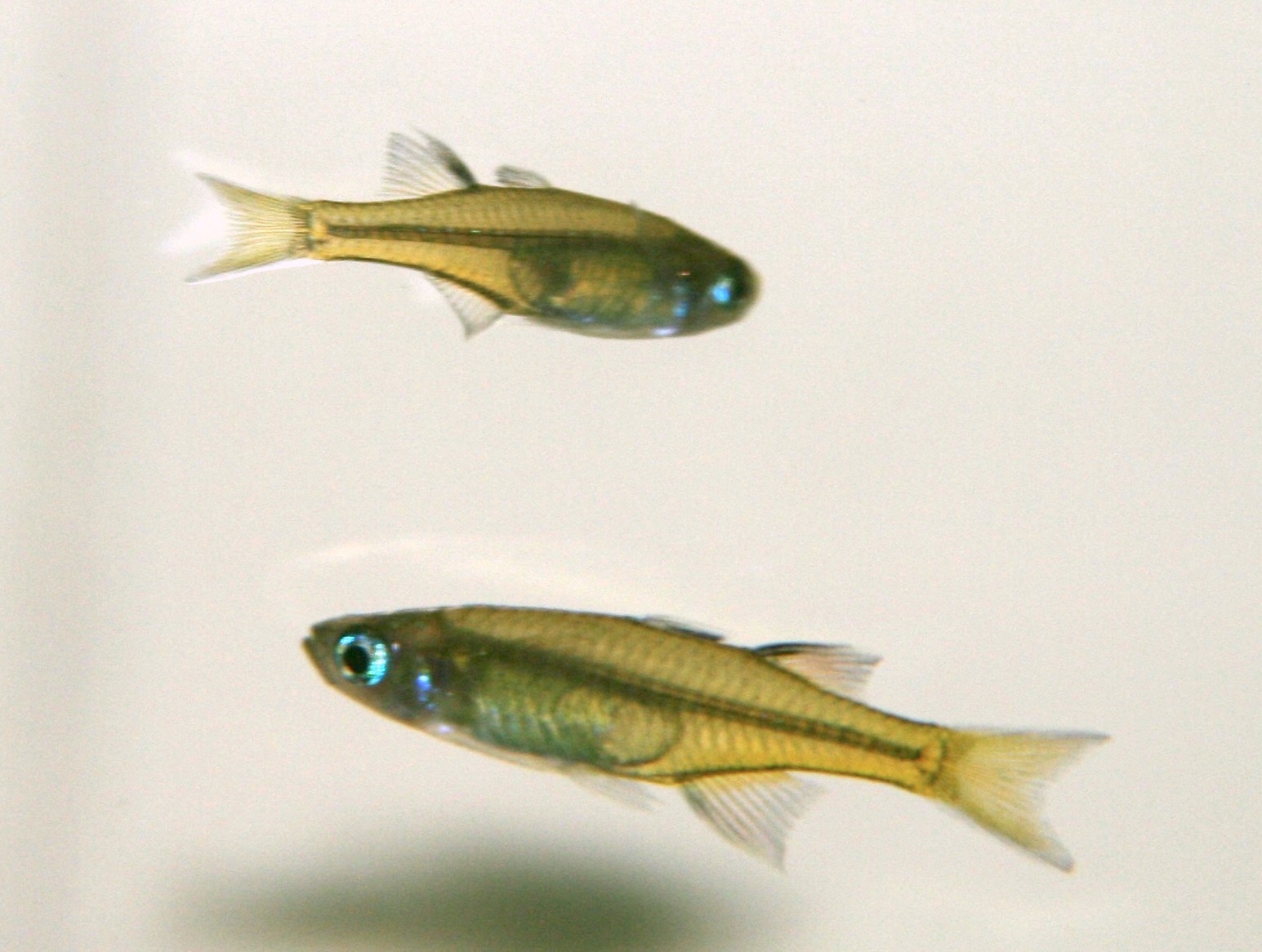
サザンブルーアイレインボー

- サザンブルーアイ・レインボー Pseudomugil signifer

英名Pacific blue-eye 。全長4cmほど。青い目を際立たせるような、透明感のある淡い黄色の体を持つ。オスのヒレは体よりも濃い黄色に染まり、縁は黒くなる。オーストラリア東海岸の広範囲の淡水域に分布し、地域変異によって色味や体格などが異なる。プセウドムギル科で最初に発見された種である。
- プセウドムギル・パスカイ Pseudomugil paskai

英名 Paska's blue-eye。全長は3cmほどでバタフライ・レインボーの色違いのような体形をしており、ヒレは黄色、腹部はうっすら紫色に染まる。後述のティミカに似る部分があるが、本種は成熟しても地色がかなり薄く、背部に青いラインが現れないもしくは不鮮明である点が異なるとされる。水質悪化に気をつければ、飼育は難しくない。輸入が稀なので繁殖は困難。
- プセウドムギル・ティミカ Pseudomugil luminatus

英名 Red neon blue-eye。日本では別名シュードムギル・ルミナータス、ファイアーレッド・レインボーとも。パスカイに似るため混同されたり、亜種と考えられパスカイsp.レッドネオンなどの名が用いられた事もあったが、イリアンジャヤの地名の「ティミカ」および2016年に付いた学名の「ルミナータス」が次第に定着していった。成熟したオスは濃いオレンジの体色を呈し背部に金属光沢のある青いラインが現れる。輸入の稀なパスカイとは対照的に、養殖個体の流通で急速に普及している。
- プセウドムギル・シアノドーサリス Pseudomugil cyanodorsalis

英名 Neon blue-eyeまたはBlueback blue-eye。全長3cmほど。雄は各ひれが黄色と黒に染め分けられ、体側に青い光沢が見られる。オーストラリア北部の汽水域にあるマングローブ帯に生息する種。雨季には塩分濃度が著しく下がる水域のため純淡水にもある程度は耐えられるが、汽水を再現した弱アルカリ性の塩水の方が状態よく飼育できる。爽やかな体色で人気がある一方で、幻のレインボーフィッシュと称される事もあるほど流通は稀。

#### スカトゥリギニクチス属Scaturiginichthys
スカトゥリギニクチス属 Scaturiginichthysは、Red-finned blue-eye (Scaturiginichthys vermeilipinnis) の1種のみ。

### テルマテリナ科 Telmatherinidae
テルマテリナ科 Telmatherinidaeは、インドネシアのスラウェシ島（セレベス島）、パプアニューギニアのミソール島、ワイゲウ島などに分布。10数種がいる。

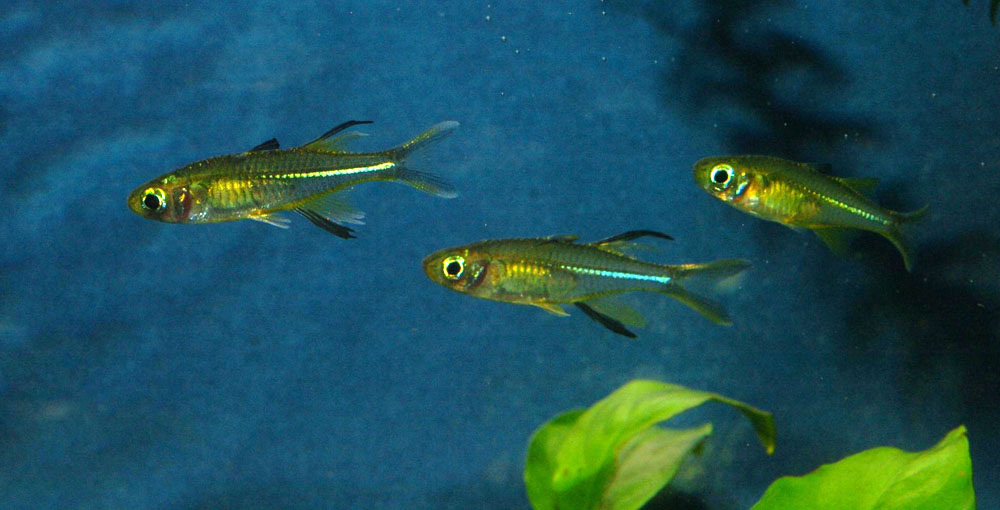
セレベス・レインボー

- セレベス・レインボー Telmatherina ladigesi

英名 Celebes rainbowfish。全長8cmほど。スラウェシ島南部に生息する。透明感のある体に青く輝くラインが入った、涼しげな印象の色彩である。

### ベドティア科 Bedotiidae
ベドティア科 Bedotiidaeは、マダガスカル島に分布。トウゴウロウイワシ科 (Atherinidae) と近縁で、かつてはトウゴロウイワシ科に含められていた。数種が知られる。

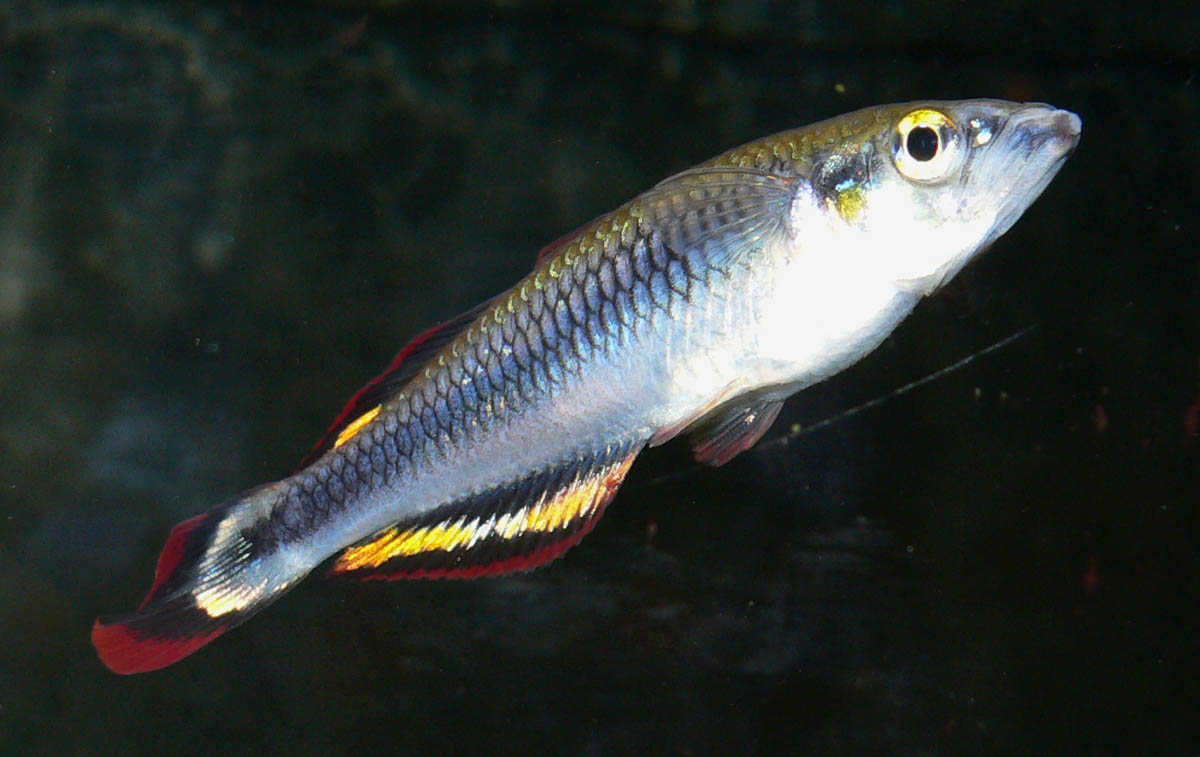
マダガスカル・レインボー

- マダガスカル・レインボー Bedotia geayi

英名 Madagascar rainbow、または Red-tailed silverside。全長9cmほどで、名のとおりマダガスカル島に分布する。尾びれ、尻びれ、背びれの縁が赤く発色する。